# Kleinfeuerungsanlage
Eine Kleinfeuerungsanlage (abgekürzt KFA) ist eine Feuerungsanlage, die für den privaten Gebrauch oder den Einsatz in kleinen Betrieben konzipiert ist. Ihre Kapazität reicht vom Zimmerofen bis zum Blockheizkraftwerk. Sie wird meist mit fossilen Brennstoffen – Kohle, Heizöl oder Erdgas – oder Holz betrieben. Die Definition ist in Europa sehr unterschiedlich.
In Deutschland gilt seit 1974 die Verordnung über kleine und mittlere Feuerungsanlagen. Die Definition für Kleinfeuerungsanlagen ergibt sich erst aus dem Zusammenhang und ist je nach Brennstoff unterschiedlich. So enthält § 5 Emissionsgrenzwerte für Staub und Kohlenstoffmonoxid bei Anlagen, die feste Brennstoffe haben und mit einer Nennwärmeleistung ab 4 Kilowatt betrieben werden. Bei Öl- und Gasfeuerungsanlagen gelten laut § 6 bestimmte Grenzen für Stickoxide stufenweise bis 120 und 400 Kilowatt, ab 400 Kilowatt muss zusätzlich ein Wirkungsgrad von 94 Prozent nachgewiesen werden.
In Österreich ist in der „Vereinbarung gemäß Art. 15a B-VG über das Inverkehrbringen von Kleinfeuerungsanlagen“ folgendes definiert: „Kleinfeuerungsanlagen sind technische Einrichtungen bis zu einer Brennstoffwärmeleistung von 400 kW, die zum Zwecke der Gewinnung von Nutzwärme für die Raumheizung oder zur Warmwasserbereitung bestimmt sind.“
In der Schweiz sieht die Luftreinhalteverordnung (LRV) Ausnahmen für „Feuerungen mit einer Feuerungswärmeleistung bis 12 kW, die ausschließlich zur Heizung von Einzelräumen dienen“ vor.